# Plewienie

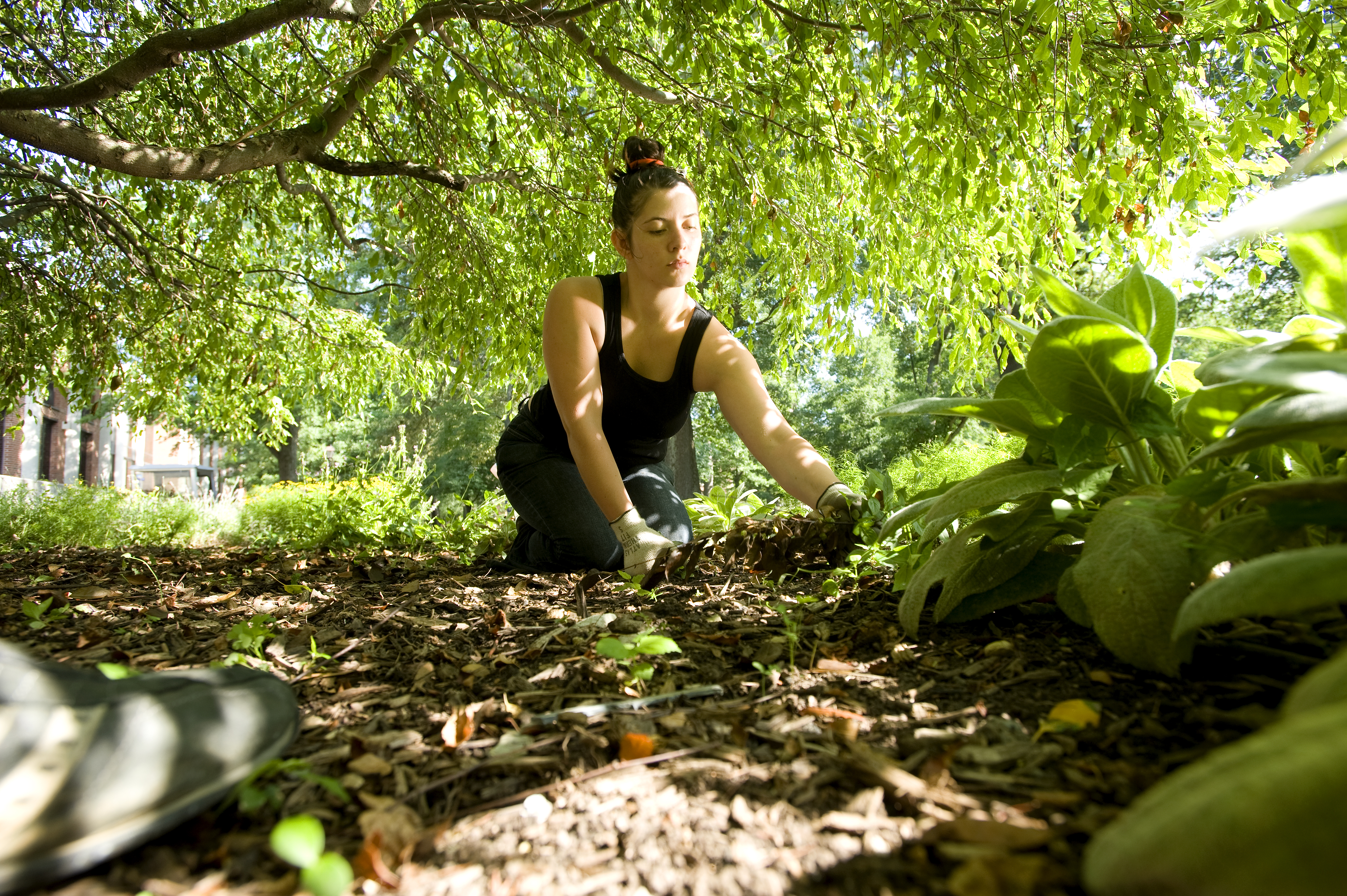
Student pielący chwasty w ogrodzie.

Pielenie, plewienie – ręczne wyrywanie chwastów. Jedna z mechanicznych metod zwalczania chwastów. Jest to czynność żmudna i pracochłonna, która musi być wykonana wcześnie, dopóki chwasty są jeszcze niewielkie, wyrywanie dużych chwastów może spowodować uszkodzenie rośliny uprawnej. Pielenie wymaga dokładności oraz delikatności; należy bowiem uważać, aby razem z chwastami nie usunąć rośliny uprawianej. Mechaniczną walkę z chwastami rozpoczyna się zwykle wiosną, z rozpoczęciem sezonu wegetacyjnego. 
Współcześnie poza uprawami łatwo zachwaszczającymi się, gdzie nie stosuje się chemicznej ochrony roślin np. produkcja majeranku, plewienie oraz pielenie jest stosowane w amatorskich uprawach na własny użytek, często ekologicznych, a także jako element hortiterapii.
Jeśli pielenie jest główną czynnością zawodową danej osoby, biorąc pod uwagę charakter pracy w wymuszonej pozycji ciała, może zostać uznane za czynnik ryzyka rozwoju chorób układu kostno-stawowego.
Z punktu widzenia językowego czasownik opisujący tę czynność posiada trzy równoważne znaczeniowo i równie dopuszczalne formy (pielić, plewić i pleć).